# August 1987
Portal Geschichte | Portal Biografien | Aktuelle Ereignisse | Jahreskalender | Tagesartikel

◄ |
19. Jahrhundert |
20. Jahrhundert
| 21. Jahrhundert

◄ |
1950er |
1960er |
1970er |
1980er
| 1990er | 2000er | 2010er | ►

◄ |
1983 |
1984 |
1985 |
1986 |
1987
| 1988 | 1989 | 1990 | 1991 | ►

◄ |
Mai 1987 |
Juni 1987 |
Juli 1987 |
August 1987 |
September 1987 |
Oktober 1987 |
November 1987 |
►
Dieser Artikel behandelt aktuelle Nachrichten und Ereignisse im August 1987.

## Tagesgeschehen

### Samstag, 1. August 1987

Logo von MTV und
MTV Europe

- Bonn/Deutschland: In der Bundesrepublik tritt die neue Ausbildungsordnung für die Berufsausbildung in der industriellen Metallverarbeitung in Kraft. Sechs neue Mechaniker-Berufe ersetzen 42 bisherige Ausbildungsberufe, deren Berufsbilder z. T. seit Jahrzehnten existierten und nicht mehr als zeitgemäß galten.[1]
- Las Vegas/Vereinigte Staaten: Der amerikanische Boxer Mike Tyson besiegt seinen Landsmann Tony Tucker nach Punkturteil und vereint auf seine Person die Weltmeistertitel im Schwergewicht der Verbände WBA, WBC und IBF.[2]
- London/Vereinigtes Königreich: Der US-Fernsehsender Music Television (MTV) startet mit dem Videoclip „Money for nothing“ von der Band Dire Straits die Programmausstrahlung seines europäischen Ablegers MTV Europe. Für den Kontinent ist es der erste vollständig auf Musikvideos und Popkultur ausgerichtete TV-Sender. Moderiert wird in englischer Sprache.[3]

### Dienstag, 4. August 1987

Planetare Grenzen wirtschaftlicher Entwicklung

- New York/Vereinigte Staaten: Die von der Norwegerin Gro Harlem Brundtland geleitete Kommission für Umwelt und Entwicklung der Vereinten Nationen plädiert für die Neuausrichtung der Weltwirtschaft auf den nachhaltigen Verbrauch natürlicher Ressourcen und die dauerhafte Vermeidung von Umweltverschmutzung während Produktion, Transport und Entsorgung von Gütern.[4][5]

### Donnerstag, 6. August 1987

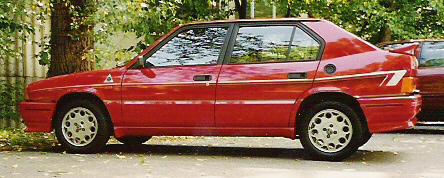
Alfa Romeo 33

- Brüssel/Belgien: Die Europäische Kommission fordert Italien auf, sich zum Verdacht auf Subventionen in Höhe von 209 Milliarden Lire an den  Kraftfahrzeug-Hersteller Alfa Romeo im Jahr 1985 zu äußern, die gegen Europarecht verstoßen könnten. Das staatliche Istituto per la Ricostruzione Industriale verkaufte im Juni sein noch immer defizitäres Unternehmen Alfa Romeo an die Firma Fiat.[6]

### Sonntag, 9. August 1987
- Melbourne/Australien: In der Hoddle Street im Stadtteil Clifton Hill tötet der 19-jährige Julian Knight, der wenige Tage zuvor wegen einer Messerstecherei ohne Abschied aus der Armee entlassen wurde, sieben Menschen mit drei Gewehren und verletzt 19 weitere. Nach einer 30-minütigen Verfolgung durch die Polizei kann diese den Täter verhaften.[7]

### Montag, 10. August 1987
- Beaumont/Vereinigte Staaten: Die Atlantische Hurrikansaison 1987 beginnt, als ein nicht speziell eingeordnetes Tiefdruckgebiet ohne Namen den Golf von Mexiko verlässt, die texanische Küstenlinie passiert und landeinwärts zieht, wo es für Überschwemmungen sorgt.[8]

### Dienstag, 11. August 1987
- Washington, D.C./Vereinigte Staaten: Der Wirtschaftswissenschaftler Alan Greenspan tritt die Nachfolge von Paul Volcker als Vorsitzender des US-amerikanischen Zentralbank-Systems Federal Reserve an.[9]

### Montag, 17. August 1987
- Berlin/Deutschland: Im Bezirk Spandau erdrosselt sich der vor 41 Jahren zu lebenslanger Haft verurteilte hochrangige Politiker des nationalsozialistischen Deutschen Reichs Rudolf Heß mit einem Kabel in einer Gartenlaube auf dem Gelände des Kriegsverbrechergefängnisses, dessen letzter Insasse er ist. Britische Mediziner stellen 16.10 Uhr seinen Tod fest.[10]
- New York/Vereinigte Staaten: Der Spielfilm Dirty Dancing des amerikanischen Regisseurs Emile Ardolino – produziert vom Independent-Studio Vestron Pictures – feiert seine Aufführungspremiere in den Vereinigten Staaten in einem New Yorker Kino.[11]
- Saint Petersburg/Vereinigte Staaten: Die Women’s Tennis Association führt die Deutsche Steffi Graf erstmals auf Rang 1 ihrer Tennisweltrangliste.[12]

### Mittwoch, 19. August 1987
- Hungerford/Vereinigtes Königreich: In der südenglischen Kleinstadt und in einem nahe gelegenen Wald erschießt der arbeitslose Antiquitätenhändler Michael Ryan mit einer Kurzwaffe, einem Selbstladegewehr und einem Sturmgewehr 16 Menschen, darunter einen Polizisten, und anschließend sich selbst. 13 weitere Personen, die von Kugeln getroffen wurden, überleben.[13][14]

### Montag, 24. August 1987
- Kaiser-Wilhelm-Koog/Deutschland: Im schleswig-holsteinischen Mündungsgebiet der Elbe wird der erste kommerziell betriebene Windpark in Deutschland eröffnet. In unmittelbarer Nachbarschaft stehen die Reste der aus Bundesmitteln geförderten und inzwischen aufgegebenen „Großen Windenergieanlage“ (Growian), die allerdings meistens außer Betrieb war. Die Erkenntnisse aus dem Misserfolg von Growian dienten laut Eigentümern der Vermeidung von Konstruktionsfehlern beim Bau der neuen Anlage.[15]

### Mittwoch, 26. August 1987
- Bonn/Deutschland: Die Bundesregierung beschließt eine Erhöhung des Begrüßungsgelds für Besucher aus der DDR von zweimal 30 D-Mark pro Jahr auf einmalig 100 D-Mark pro Jahr. Seit Juli dürfen deren Bürger im eigenen Land wegen der Schwäche der Mark der DDR und aus innenpolitischen Gründen offiziell nur noch 15 D-Mark pro Jahr eintauschen.[16]

### Samstag, 29. August 1987
- New York/Vereinigte Staaten: Der Musiktitel La Bamba in der Interpretation der amerikanischen Band Los Lobos steht als erstes komplett auf Spanisch gesungenes Lied auf der Position 1 der Charts des Magazins Billboard. Zuvor platzierten sich nur drei Lieder ohne englischen Gesangsanteil ganz oben in den Charts – 1958 der italienische Titel Nel blu dipinto di blu von Domenico Modugno sowie 1963 der japanische Titel Sukiyaki von Kyū Sakamoto und das französische Lied Dominique von Sœur Sourire.[17]

### Sonntag, 30. August 1987
- Les Brenets/Schweiz: Der Schweizer Olivier Favre vollführt den höchsten jemals aufgezeichneten Sprung von einem Sprungbrett ins Wasser. Der Höhenunterschied zwischen der „Hercules-Platte“ und der Oberfläche des Sees von Brenets beträgt etwa 54 m.[18]
- Rom/Italien: Der kanadische Sprinter Ben Johnson absolviert die 100-m-Strecke in elektronisch gestoppten 9,83 s und ist damit neuer Weltrekordhalter in dieser Disziplin. Im selben Lauf stoppt die Uhr für den Amerikaner Carl Lewis bei 9,93 s. Die gleiche Zeit erreichte 1983 der bis heute amtierende Weltrekordhalter Calvin Smith.[19]

## Weblinks

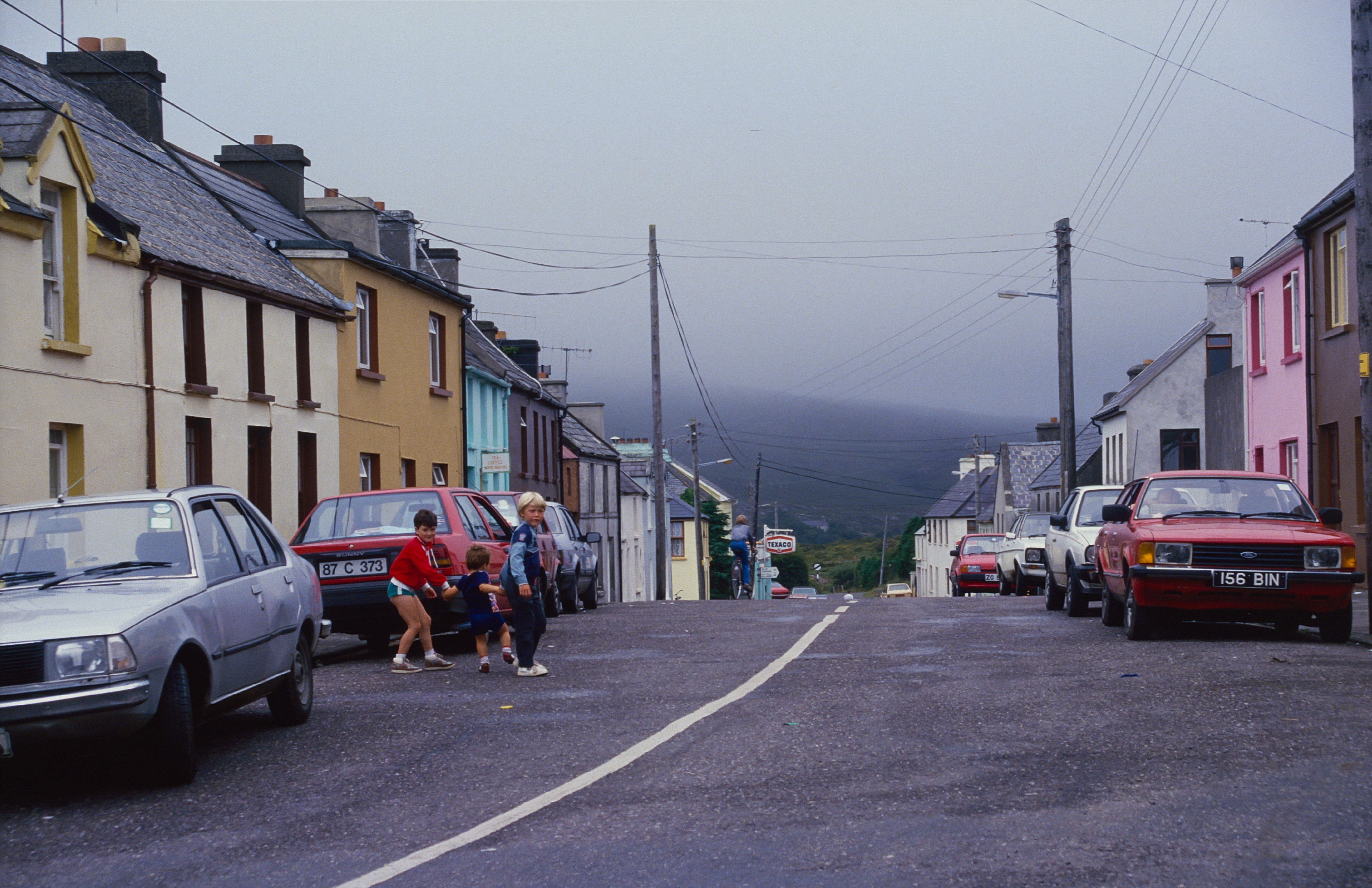
Irland im August 1987